# McPherson County (Kansas)
McPherson County ist ein County im Bundesstaat Kansas der Vereinigten Staaten. Der Verwaltungssitz (County Seat) ist McPherson. Das U.S. Census Bureau hat bei der Volkszählung 2020 eine Einwohnerzahl von 30.223 ermittelt.

## Geographie
Das County liegt etwas östlich des geographischen Zentrums von Kansas und hat eine Fläche von 2334 Quadratkilometern, wovon vier Quadratkilometer Wasserfläche sind. Es grenzt im Uhrzeigersinn an folgende Countys: Saline County, Dickinson County, Marion County, Harvey County, Reno County, Rice County und Ellsworth County.

## Geschichte
McPherson County wurde am 26. Februar 1867 als Original-County aus freiem Territorium gebildet. Benannt wurde es nach James Birdseye McPherson, einem General der Nordstaaten während des Amerikanischen Bürgerkriegs, der am 22. Juli 1864 bei der Schlacht von Atlanta getötet wurde.
22 Bauwerke und Stätten des Countys sind im National Register of Historic Places eingetragen (Stand 30. August 2017).

## Demografische Daten

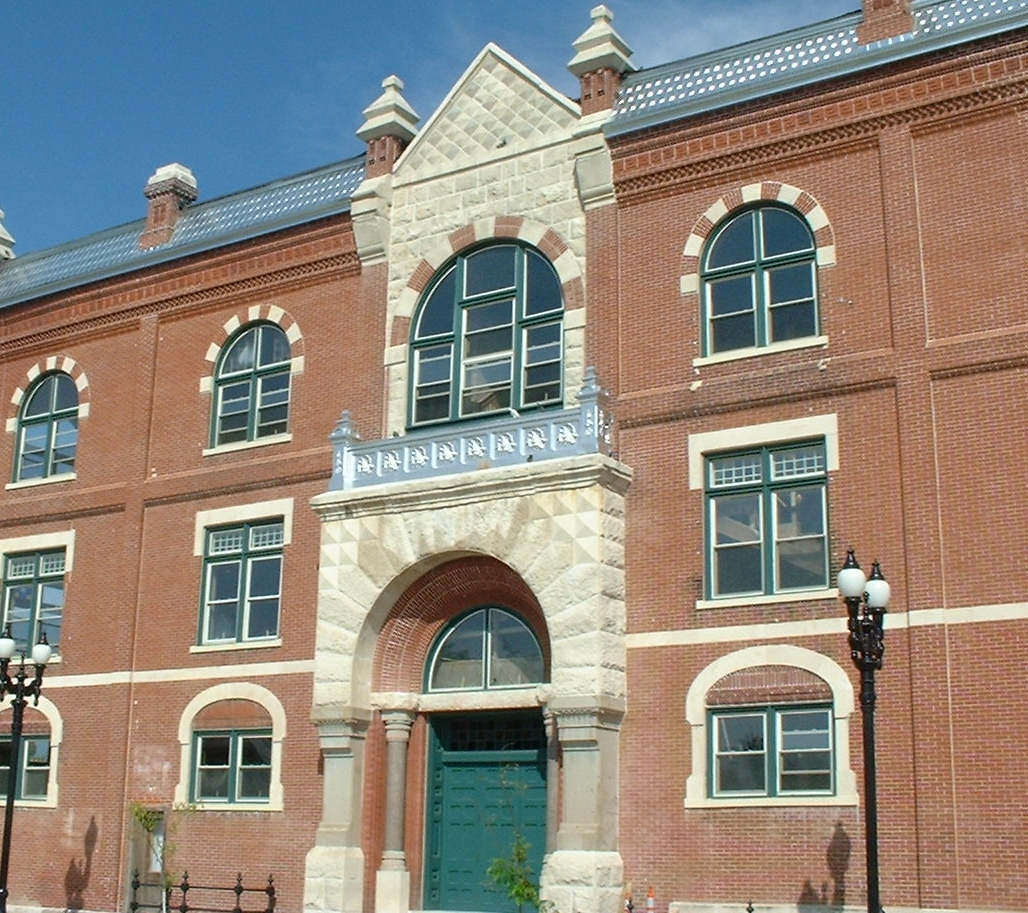
McPherson Opera House, gelistet im NRHP

Nach der Volkszählung im Jahr 2000 lebten im McPherson County 29.554 Menschen in 11.205 Haushalten und 7966 Familien im McPherson County. Die Bevölkerungsdichte betrug 13 Einwohner pro Quadratkilometer. Ethnisch betrachtet setzte sich die Bevölkerung zusammen aus 96,53 Prozent Weißen, 0,81 Prozent Afroamerikanern, 0,34 Prozent amerikanischen Ureinwohnern, 0,32 Prozent Asiaten, 0,06 Prozent Bewohnern aus dem pazifischen Inselraum und 0,79 Prozent aus anderen ethnischen Gruppen; 1,16 Prozent stammten von zwei oder mehr Ethnien ab. 1,94 Prozent der Bevölkerung waren spanischer oder lateinamerikanischer Abstammung.
Von den 11.205 Haushalten hatten 33,0 Prozent Kinder unter 18 Jahren, die mit ihnen gemeinsam lebten. 62,5 Prozent waren verheiratete, zusammenlebende Paare, 6,0 Prozent waren allein erziehende Mütter und 28,9 Prozent waren keine Familien. 25,5 Prozent aller Haushalte waren Singlehaushalte und in 11,8 Prozent lebten Menschen mit 65 Jahren oder darüber. Die Durchschnittshaushaltsgröße betrug 2,49 und die durchschnittliche Familiengröße betrug 2,99 Personen.
25,4 Prozent der Bevölkerung waren unter 18 Jahre alt. 10,3 Prozent zwischen 18 und 24 Jahre, 25,2 Prozent zwischen 25 und 44 Jahre, 21,8 Prozent zwischen 45 und 64 Jahre und 17,3 Prozent waren 65 Jahre alt oder älter. Das Durchschnittsalter betrug 38 Jahre. Auf 100 weibliche Personen kamen 95,9 männliche Personen. Auf 100 erwachsene Frauen ab 18 Jahren kamen 92,9 Männer.
Das jährliche Durchschnittseinkommen eines Haushalts betrug 41.138 USD, das Durchschnittseinkommen einer Familie betrug 48.243 USD. Männer hatten ein Durchschnittseinkommen von 33.530 USD, Frauen 21.175 USD. Das Prokopfeinkommen betrug 18.921 USD.
4,2 Prozent der Familien und 6,6 Prozent der Bevölkerung lebten unterhalb der Armutsgrenze.

## Orte im County
- Canton
- Conway
- Elyria
- Freemount
- Galva
- Groveland
- Hilton
- Inman
- Jenkins
- Johnstown
- Lindsborg
- Mackie
- Marquette
- McPherson
- Moundridge
- New Gottland
- Roxbury
- Windom

Townships
- Battle Hill Township
- Bonaville Township
- Canton Township
- Castle Township
- Delmore Township
- Empire Township
- Groveland Township
- Gypsum Creek Township
- Harper Township
- Hayes Township
- Jackson Township
- King City Township
- Little Valley Township
- Lone Tree Township
- Marquette Township
- McPherson Township
- Meridian Township
- Mound Township
- New Gottland Township
- Smoky Hill Township
- South Sharps Creek Township
- Spring Valley Township
- Superior Township
- Turkey Creek Township
- Union Township